# Dolno Șivacevo, Veliko Tărnovo
Dolno Șivacevo (în bulgară Долно Шивачево) este un sat în comuna Zlatarița, regiunea Veliko Tărnovo,  Bulgaria. 

## Demografie
Componența etnică a satului Dolno Șivacevo
     Turci (7,01%)
     Bulgari (80,7%)
     Nicio identificare (12,28%)
     Altele (0%)
La recensământul din 2011, populația satului Dolno Șivacevo era de 57 locuitori. Din punct de vedere etnic, majoritatea locuitorilor (80,7%) erau bulgari, cu o minoritate de turci (7,01%). Pentru 12,28% din locuitori nu este cunoscută apartenența etnică.